# 王宗和
王宗和（1907年1月—2003年11月8日），福建惠安（一说漳州）人，造纸工艺专家、教授。

## 生平
1907年1月（一说1905年），出生于福建惠安（一说漳州）。1928年毕业于燕京大学化学系。1930年留美，1932年获得缅因大学工学硕士学位，当时该校没有造纸方面的博士学位。因缅因州森林繁盛，制浆造纸工业发达，缅大造纸学科十分有名。王曾在美国韦士达厂（Webster Plantation）任化学师。
1933年回国后，先后任南京军医学校药科部化学系主任、北平大学教授、河南大学教授。1938年，前往厦门大学任教授。之后前往南昌的国立中正大学任教授兼化工系主任，共产党攻陷南昌后该校改名为南昌大学。
1952年调入新成立的华南工学院任教，获评二级教授，并出任轻化工程系的首位系主任。调整中，中山大学、南昌大学、湖南大学、广西大学化工系全部和武昌中华大学造纸专科、本科学生，南京工学院造纸专科生加入组建华南工学院造纸专业。1953年1月，制浆造纸专业正式成立。1984年，被国务院学位委员会批准成为博士生导师。
2003年11月8日在广州逝世。

## 学术荣誉
王宗和教授是中国著名的制浆造纸学家，他不仅参与创立了华南工学院的造纸专业，还是中国大陆最早一批造纸学科的博士生导师，亦培养出中国大陆第一位造纸学科博士研究生。